# Comté de Letcher
Pour les articles homonymes, voir Letcher.
Le comté de Letcher est un comté de l'État du Kentucky, aux États-Unis, fondé en 1842. Son siège se situe à Whitesburg.

## Géographie
Selon le recensement de 2000, le comté a une superficie totale de 878,3 km2, dont 878,1 km2 (99,92 %) de terre et 0,18 km2 (0,08 %) d'eau.